# Uxul
Uxul – dawne miasto Majów na środkowym Jukatanie, rozwijające się głównie w okresie klasycznym, od ok. 630 r. wasal Calakmul. Odkryte w 1934 r., następnie zapomniane i ponownie odkryte na początku XXI w. przez Ivana Šprajca. Od 2009 r. prowadzone są w mieście badania archeologiczne.